# Aleksandr Kareljin
Aleksandr Aleksandrovič Kareljin (ruski: Александр Александрович Карелин), (Novosibirsk, 19. rujna 1967.) - ruski hrvač grčko-rimskim stilom, tri puta olimpijski pobjednik, devet puta svjetski prvak, dvanaest puta europski prvak i trinaest puta prvak Rusije. Od 1999. godine bavi se i politikom. Smatra jednim od najvećih hrvača u povijesti, apsolutno je dominirao u svojoj kategoriji. Proglašen je najboljim hrvačem 20. stoljeća u disciplina grčko-rimskim stilom. Omjer pobjeda i poraza mu je 887-2.
S 14. godina počeo je trenirati hrvanje u klubu u rodnom gradu Novosibirsku. Prvi veliki uspjeh postigao je osvojivši prvo mjesto na Svjetskom juniorskom prvenstvu 1985. godine. 
Bio je olimpijski pobjednik u Seulu 1988. godine (u dresu Sovjetskog Saveza), u Barceloni 1992. godine (u dresu ZND-a) te u Atlanti 1996. godine (u dresu Rusije). U Sydneyu 2000. godine osvojio je srebrnu medalju, senzacionalno izgubivši posljednju borbu od Amerikanca Rulona Gardnera. To je bio njegov prvi poraz nakon trinaest godina. Ubrzo nakon toga, završio je športsku karijeru. 
Od 1999. godine, sjedi kao zastupnik u Dumi - donjem domu ruskog parlamenta. 
Dobio je brojne nagrade i priznanja kao što su: Medalja "zlatna zvijezda", Heroj Ruske Federacije (1997.), Red za zasluge za klasu IV. domovine (2008.), Medalja časti (2001.) i Red prijateljstva naroda (1989.).